# The Jazz Messengers
The Jazz Messengers — джазовий гурт, який проіснував понад тридцять п'ять років, починаючи з початку 1950-х років як колектив
 аж до смерті багаторічного лідера і ударника-засновника Арта Блейкі у 1990 році. Блейкі очолював або був одним із лідерів гурту від самого початку. «Арт Блейкі» і «Jazz Messengers» з роками стали синонімами, хоча Блейкі проводив сесії звукозапису не з Messengers, а також виступав як сайдмен в інших групах впродовж всієї кар'єри.
|  | Так, сер, я залишуся з молодими. Коли ці стануть надто старими, я візьму молодших. Це підтримує розум в тонусі. - Арт Блейкі |

Гурт перетворився на випробувальний полігон для молодих джазових талантів. Хоча ветерани час від часу знову з'являлися в гурті, загалом, кожна ітерація Messengers включала в себе склад нових молодих гравців. Наявність Messengers у резюме було своєрідним обрядом посвяти у світі джазу, і це свідчило про безпосередню сумлінність.
Багато колишніх учасників Jazz Messengers розпочали кар'єру як сольні музиканти, такі як Лі Морган, Бенні Ґолсон, Вейн Шортер, Фредді Габбард, Боббі Тіммонс, Генк Моблі, Кертіс Фуллер, Седар Волтон, Біллі Гарпер, Кіт Джарретт, Джоан Брекін, Вуді Шоу, Чак Манджоне, Вінтон Марсаліс, Бренфорд Марсаліс, Теренс Бланшар, Дональд Гаррісон і Малгрю Міллер. Деякі учасники, такі як басист Кларенс Сей і Грегорі Чарльз Роял, задокументовані як такі, що грали в Jazz Messengers, але не записувалися з групою.

## Колишні учасники
| - Дейл Барлоу - Міккі Басс - Арт Блейкі - Теренс Бланшар - Джоан Брекін - Кемерон Браун - Дональд Браун - Боббі Брум - Дональд Берд - Джордж Кеблс - Бак Кларк - Чик Коріа - Стів Девіс - Волтер Девіс-молодший - Спанкі Дебрест - Сем Докері - Кенні Доргем - Робін Юбенкс - Чарльз Фембро - Кертіс Фуллер - Карлос Гарнетт - Кенні Гаррет - Джон Ґілмор - Бенні Ґолсон - Бенні Ґрін - Джонні Гріффін - Білл Гардман - Дональд Гаррісон - Біллі Гарпер - Філіп Харпер - Джон Гікс - Фредді Габбард - Деніс Ірвін - Джевон Джексон - Кіт Джарретт | - Картер Джефферсон - Джеффрі Кізер - Френк Лейсі - Браян Лінч - Чак Манджоне - Вінтон Марсаліс - Бренфорд Марсаліс - Джекі Маклін - Джаймі Меррітт - Малгрю Міллер - Генк Моблі - Лі Морган - Джонні О'ніл - Есіє Окон Есіє - Білл Пірс - Лонні Плаксіко - Валерій Пономарьов - Воллес Роні - Грегорі Чарльз Роял - Девід Шніттер - Вуді Шоу - Кларенс Сіей - Вейн Шортер - Горас Сільвер - Віктор Спроулз - Боббі Тіммонс - Жан Туссен - Маккой Тайнер - Седар Волтон - Пітер Вашингтон - Дуг Воткінс - Боббі Вотсон - Джеймс Вільямс - Реджі Воркмен |